# USS Wisconsin (BB-9)
USS Wisconsin (BB-9) byl predreadnought Námořnictva Spojených států amerických, který sloužil mezi lety 1901 až 1920. Jednalo se o poslední jednotku třídy Illinois.

## Stavba

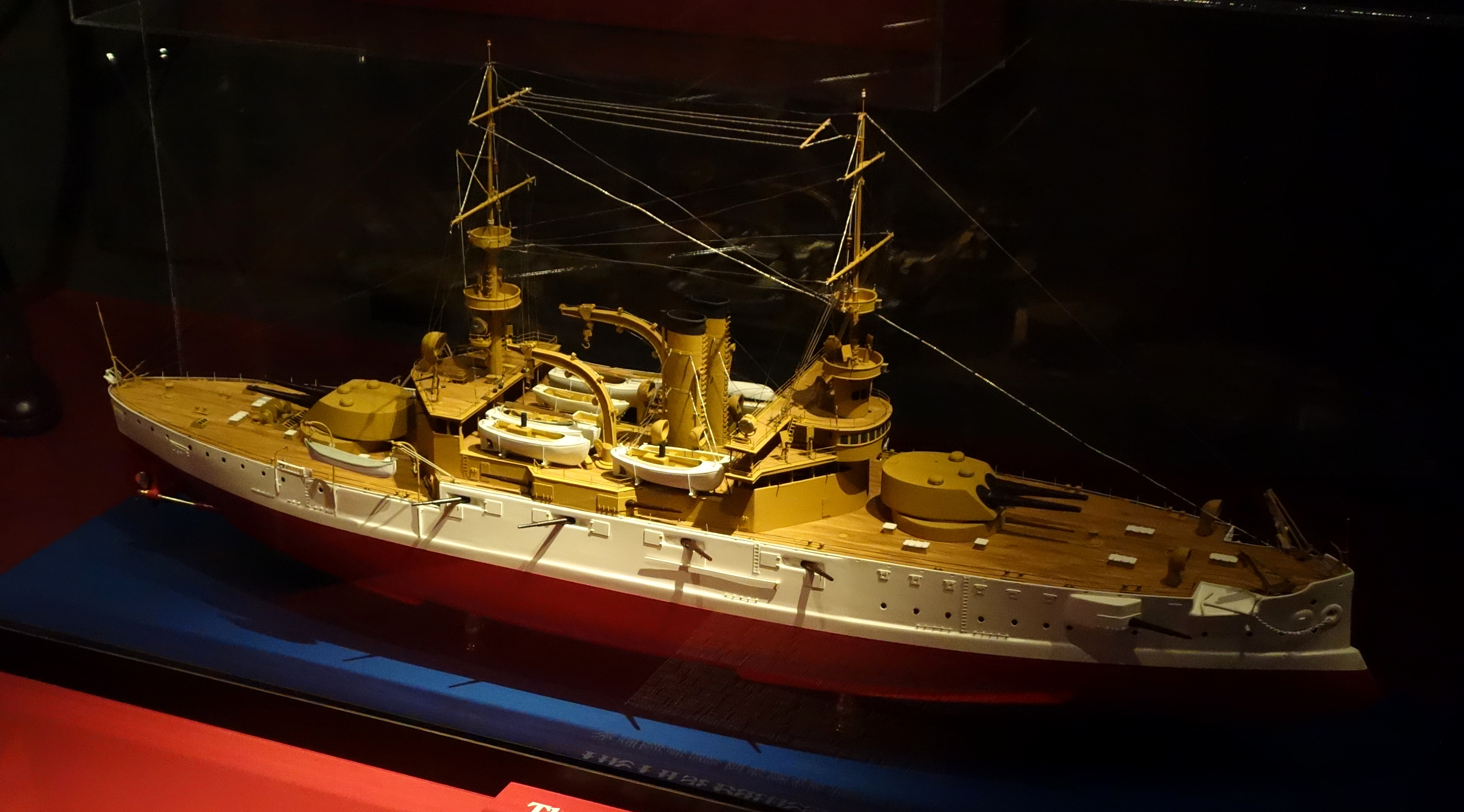
Model lodi Wisconsin v muzeu

Loď Wisconsin byla postaven v kalifornské loděnici Union Iron Works, které před tím postavila například bitevní loď USS Oregon (BB-3). Roku 1898 byla loď spuštěna na vodu a dne 4. února 1901 byl Wisconsin uveden do služby.

## Technické specifikace
Wisconsin na délku měřila 113,94 m a na šířku 22,02 m. Ponor lodi byl hluboký přes 7 m a Wisconsin při maximálním výtlaku vytlačila přes 12 000 t vody. O pohon lodi se staralo osm uhelných kotlů, které dokázaly vyvinout výkon 10 000 koní. Posádku tvořilo 531 důstojníků a námořníků. Wisconsin mohla plout maximální rychlostí 30 km/h.

## Výzbroj
Primární výzbroj tvořily 330mm děla s dostřelem přes 10 km umístěná do dvou dvojhlavňových dělových věží. Sekundární výzbroj lodě tvořilo čtrnáct 152mm kanónů. Dále byla loď vyzbrojena šestnácti 57mm kanóny QF 6-pounder, šesti 37mm automatickými kanóny QF 1-pounder a čtyřmi torpédomety pro 457mm torpéda.